# کارولینا فورست (کارولینای جنوبی)
کارولینا فورست (به انگلیسی: Carolina Forest) یک منطقهٔ مسکونی در ایالات متحده آمریکا است که در شهرستان هاری، کارولینای جنوبی واقع شده‌است. کارولینا فورست ۶۵٫۷ کیلومتر مربع مساحت و ۵٬۰۰۹ نفر جمعیت دارد و ۱۲ متر بالاتر از سطح دریا واقع شده‌است.